# Communauté de communes du Mirebalais
La  Communauté de communes du Mirebalais est une ancienne communauté de communes française, située dans le département de la Vienne et la région Nouvelle-Aquitaine.
Elle fusionne le 31 décembre 2016 avec la communauté de communes du Neuvillois et la communauté de communes du Pays Vouglaisien pour former la communauté de communes du Haut-Poitou.

## Composition
Elle est composée des 12 communes suivantes :
| Nom              | Code Insee | Gentilé       | Superficie (km2) | Population (dernière pop. légale) | Densité (hab./km2) |
| ---------------- | ---------- | ------------- | ---------------- | --------------------------------- | ------------------ |
| Mirebeau (siège) | 86160      | Mirebalais    | 13,84            | 2 184 (2014)                      | 158                |
| Amberre          | 86002      | Amberrois     | 15,63            | 565 (2014)                        | 36                 |
| Champigny-le-Sec | 86053      | Champignois   | 24,31            | 1 092 (2014)                      | 45                 |
| Cherves          | 86073      |               | 25,81            | 585 (2014)                        | 23                 |
| Chouppes         | 86075      | Chouppois     | 31,72            | 758 (2014)                        | 24                 |
| Coussay          | 86085      | Cusciacuciens | 20,14            | 244 (2014)                        | 12                 |
| Cuhon            | 86089      | Cuhonais      | 16,34            | 397 (2014)                        | 24                 |
| Maisonneuve      | 86144      | Maisonneuvois | 8,97             | 326 (2014)                        | 36                 |
| Massognes        | 86150      | Massognais    | 13,59            | 308 (2014)                        | 23                 |
| Thurageau        | 86271      | Thurageois    | 35,29            | 814 (2014)                        | 23                 |
| Varennes         | 86277      | Varennois     | 12,80            | 351 (2014)                        | 27                 |
| Vouzailles       | 86299      | Vouzaillais   | 15,77            | 605 (2014)                        | 38                 |

## Compétences
- Collecte et traitement des déchets des ménages et déchets assimilés
- Politique du cadre de vie
- Protection et mise en valeur de l'environnement
- Aide sociale facultative
- Action sociale
- Création, aménagement, entretien et gestion de zone d'activités industrielle, commerciale, tertiaire, artisanale ou touristique
- Tourisme
- Activités périscolaires
- Activités culturelles ou socioculturelles
- Schéma de cohérence territoriale (SCOT)
- Prise en considération d'un programme d'aménagement d'ensemble et détermination des secteurs d'aménagement au sens du code de l'urbanisme
- Études et programmation
- Création, aménagement, entretien de la voirie
- Signalisation
- Programme local de l'habitat
- Opération programmée d'amélioration de l'habitat (OPAH)
- Préfiguration et fonctionnement des Pays
- NTIC (Internet, câble...)
- Réalisation d'aire d'accueil ou de terrains de passage des gens du voyage
- Autres

## Histoire
- 23/11/01 Création du groupement
- 19/01/06 Modification statutaire